# Erytrogram

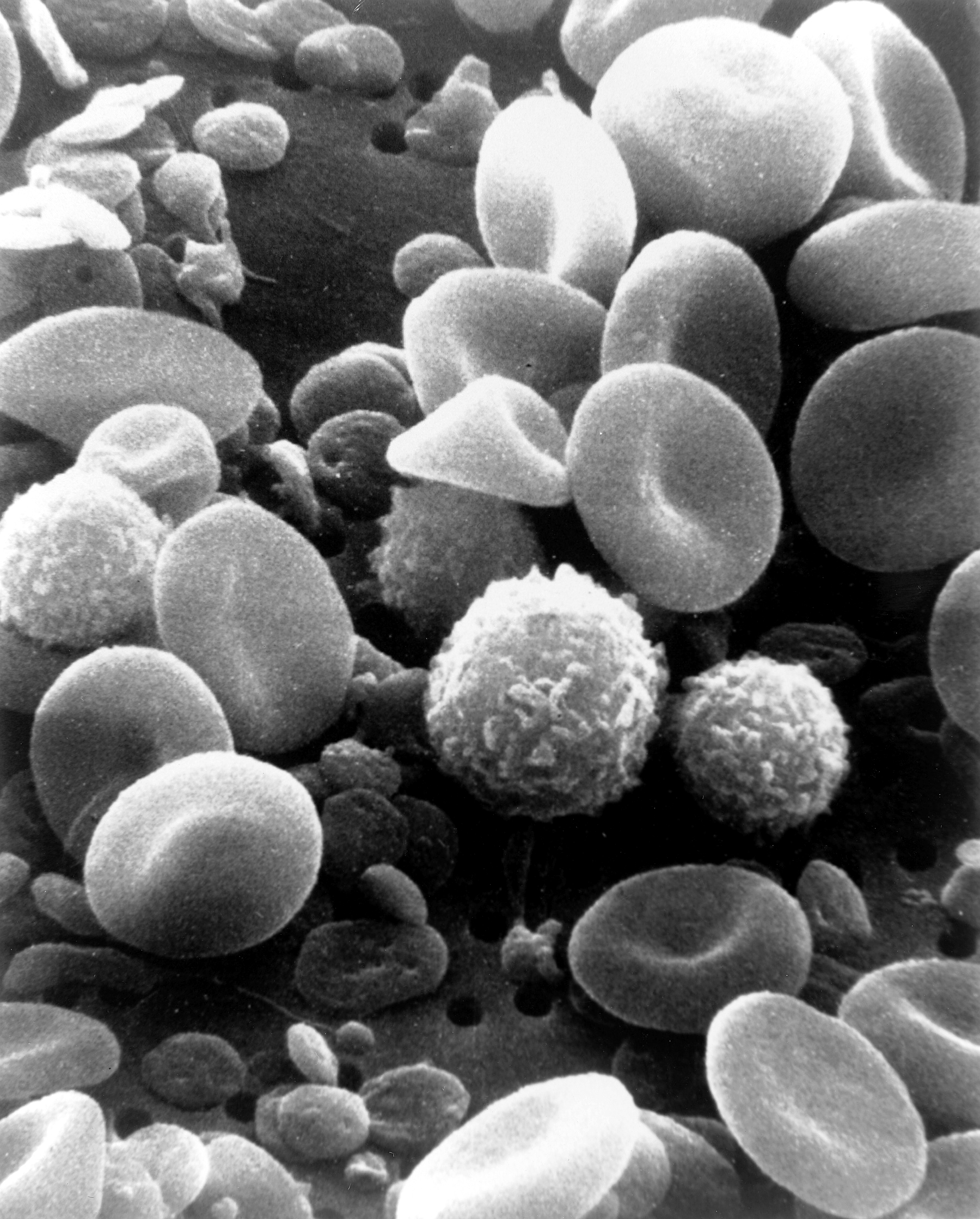
Dwuwklęsły kształt erytrocytów widoczny w skaningowym mikroskopie elektronowym (SEM)

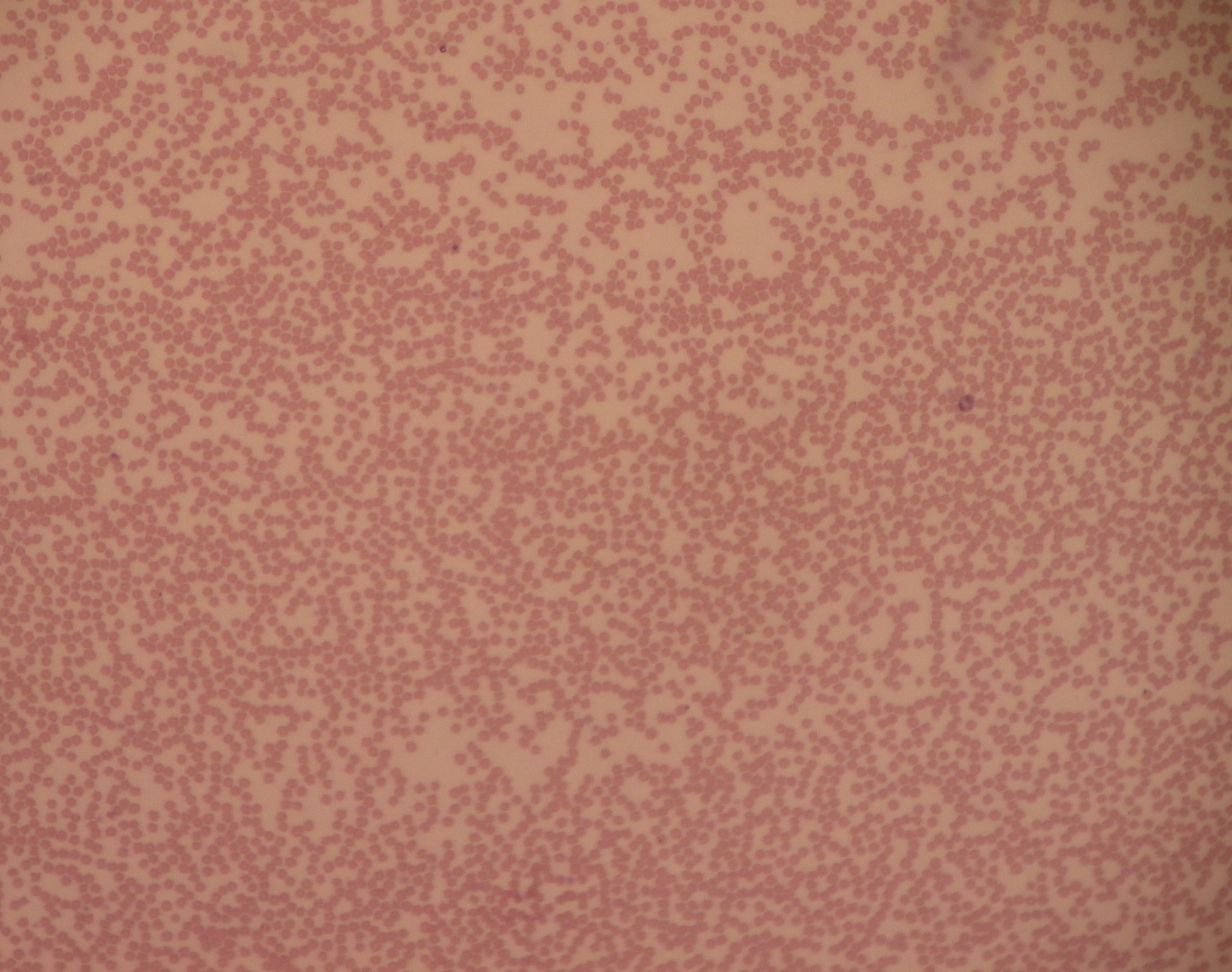
Rozmaz krwi, w którym wskutek neutropenii widoczne są praktycznie tylko erytrocyty

Erytrogram – termin medyczny, określający opis erytrocytów, wykonany na podstawie oceny rozmazu krwi, po jego wybarwieniu metodą May-Grunwalda-Giemsy (barwienie MGG).
Obecnie badania morfologii krwi wykonywane są zwykle przez automatyczne analizatory hematologiczne w związku z czym nie ma możliwości zauważenia pewnych odchyleń w budowie erytrocytów. Stwierdzenie jednak zaburzeń, takich jak nieprawidłowa objętość erytrocytu, lub zaburzenia dotyczące stężenia hemoglobiny powinny być wskazaniem do wykonania tradycyjnego rozmazu krwi i jego oceny pod mikroskopem.
W warunkach prawidłowych, erytrocyt ma kształt dwuwklęsłego dysku (krążka) i jego środku widoczne jest przejaśnienie.
W trakcie oceny erytrogramu można stwierdzić następujące odchylenia od stanu prawidłowego:
- dotyczące wielkości erytrocytu
  - erytrocyt o prawidłowej wielkości – normocyt
  - mikrocyt
  - makrocyt
  - megalocyt
- nieprawidłowy kształt
  - sferocyt – mniejszy, okrągły, bez przejaśnienia w środku
  - leptocyt (anulocyt) – cienki o zwiększonym przejaśnieniu w środku[1]
  - krwinka tarczowata – cienka o mocniej zabarwionym obwodzie i części środkowej
  - owalocyt (eliptocyt) – zwiększona długość powodująca owalny kształt
  - akantocyt – erytrocyt z wypustkami rozmieszczonymi nieregularnie[2]
  - echinocyt – erytrocyt z wypustkami rozmieszczonymi regularnie[3]
  - krwinka sierpowata (drepanocyt)
  - schizocyt – to fragment erytrocytu
  - występowanie erytrocytów różnego kształtu nazywane jest poikilocytozą.
- nieprawidłowe zabarwienie erytrocytów
  - hipochromia (niedobarwliwość) – zmniejszone zabarwienie ze zwiększeniem przejaśnienia środkowego, co w zaawansowanych przypadkach doprowadza do powstania leptocytów
  - hiperchromia (nadbarwliwość) – silne wybarwienie erytrocytu z zanikiem przejaśnienia środkowego (np. sferocyt, megalocyt)
  - anizochromia – współistnienie krwinek barwiących się prawidłowo i nieprawidłowo
  - polichromatofilia (polichromazja) – niejednorodne barwienie się pojedynczej krwinki, istnieją obszary o różnej intensywności zabarwienia związana z nieukończonym procesem dojrzewania krwinki i jej przedwczesnym uwolnieniem do krwiobiegu[4].
- inne nieprawidłowości
  - erytroblast, czyli erytrocyt zawierający jądro komórkowe, pojawiają się we krwi obwodowej w przypadkach wzmożonej erytropoezy (np. po krwawieniach) lub patologicznej w przebiegu chorób rozrostowych krwi
  - rulonizacja krwinek – krwinki zwijają się w rulony wskutek opłaszczenia ich przez immunoglobuliny, do czego może dojść gammapatiach monoklonalnych
  - nakrapiania zasadochłonne erytrocytów będące agregatami rybosomów, występują w zatruciu ołowiem
  - ciałka Howella-Jolly'ego – różowo-niebieskie pozostałości jądra, występują w niedokrwistościach oraz u osób po splenektomii, ich brak w tym przypadku świadczy o istnieniu dodatkowej śledziony[5]
  - ciałka Heinza – widoczne w mikroskopie świetlnym, tylko w wypadku specjalnego barwienia (błękitem Nilu) lub w mikroskopie kontrastowo-fazowym, powstałe ze zdenaturowanej hemoglobiny i białek zrębu erytrocytu, występują w talasemii, methemoglobinemii i w przypadku niedoboru dehydrogenazy glukozo-6-fosforanowej
  - pierścienie Cabota – mają kształt pętli lub ósemki, powstają jako pozostałość wrzeciona podziałowego w przypadku nieprawidłowej erytropoezy[6]
  - ciałka Pappenheimera – ciemne, położone obwodowo ziarnistości, zwykle występują po kilka, odpowiadają ziarnistościom syderocytow[7]